# Патрік Ослунд
Патрік Карл Еміль Ослунд (швед. Patric Karl Emil Åslund, нар. 1 серпня 2002, Вестерос, Швеція) — шведський футболіст, півзахисник клубу «Юргорден».

## Ігрова кар'єра

### Клубна
Патрік Ослунд народився у місті Вестерос і у віці 16 - ти років приєднався до академії місцевого клубу «Вестерос». У лютому 2021 року він підписав з клубом молодіжний контракт. А вже в квітні того року Ослунд підписав з клубом професійний контракт на три роки. І в тому ж році він грав на правах оренди в «Ескільстуні». В складі «Вестероса» Ослунд дебютував у червні 2021 року.
Перед сезоном 2022 року ослунд також відправився в оренду - у клуб третього дивізіону «Мутала». Після завершення терміну оренди Ослунд повернувся до «Вестероса», з яким у сезоні 2023 року виграв турнір Супереттан і отримав підвищення до вищого дивізіону. 1 квітня у матчі проти столичного АІКа Ослунд дебютував у Аллсвенскан.
В березні 2024 року Ослунд підписав контракт на чотири з половиною роки зі столичним «Юргорденом». Контракт набував чинності з 1 липня того року.

### Збірна
22 березня 2024 року Патрік Ослунд провів першу гру в складі молодіжної збірної Швеції.

## Досягнення
Вестерос
- Переможець Супереттан: 2023